# Tron: Legacy
Tron: Legacy är en amerikansk film från 2010 i regi av Joseph Kosinski och producerad av Walt Disney Pictures. Filmen hade världspremiär 17 december 2010 och är en uppföljare till filmen Tron från 1982. På Oscarsgalan 2011 nominerades filmen för Bästa ljudredigering men förlorade mot Christopher Nolans film Inception.

## Handling
Berättelsen börjar år 1989 - sju år efter händelserna i Tron. Kevin Flynn (Jeff Bridges), världens störste spelskapare, försvinner helt mystiskt. 20 år senare får Alan Bradley (Bruce Boxleitner), Flynns kollega, en hemlig signal från en dold digital värld kallad Nätet. Bradley tror att det kan vara Flynn som har skickat signalen och säger det till Flynns son Sam (Garrett Hedlund). När Sam upptäcker sin fars hemliga rum i hans gamla och övergivna spelhall råkar Sam aktivera en laser som för honom ut i cyberrymden. Där upptäcker Sam att alla program är i fara. Sam lyckas med hjälp av den skickliga krigaren Quorra (Olivia Wilde) hitta Flynn i en grotta. Nu måste far och son hitta ett sätt att ta sig ut ur Nätet och sätta stopp för den ondskefulle Clu (Jeff Bridges), Flynns eget skapade program som liknar honom själv, innan han förslavar alla program och tar över cyberrymden och den riktiga världen.
I filmen finns en figur som heter Zuse. Han är namngiven efter Konrad Zuse som anses vara den som byggde världens första dator.

## Rollista
- Garrett Hedlund – Sam Flynn
- Jeff Bridges – Kevin Flynn / Clu
- Olivia Wilde – Quorra
- Bruce Boxleitner – Alan Bradley / Tron / Rinzlers röst
- James Frain – Jarvis
- Beau Garrett – Gem
- Michael Sheen – Castor/Zuse
- Anis Cheurfa – Rinzler
- Jeffrey Nordling – Richard Mackey
- Cillian Murphy – Edward Dillinger, Jr.

## Soundtrack
Filmens soundtrack producerades av den franska house-duon Daft Punk och gavs senare ut på albumet Tron: Legacy samt på remixalbumet Tron: Legacy Reconfigured.